# Mangosta de Java
La mangosta de Java (Urva javanica), també coneguda com a mangosta de l'Índia o mangosta petita de l'Índia, és una espècie de mangosta que troba en estat satvatge al sud i sud-est asiàtic. També ha estat introduïda en diverses parts del món.

## Descripció
Aquesta espècie de mangosta és simpàtrica amb la mangosta grisa de l'Índia en gran part de la seva àrea de distribució i es poden distingir fàcilment d'aquesta última espècie per la seva mida molt més petita. El seu cos és prim i el seu cap allargat, i té un musell puntegut. La longitud conjunta del cap i les cos varia entre 50,9 i 61,7 centímetres. Les orelles són curtes. Tenen cinc dits, a cada pota, amb urpes llargues. Els mascles són més grossos que les femelles.
Fan servir unes 12 vocalitzacions diferents.

## Distribució i hàbitat
Aquesta espècie es troba a la natura a gran part del sud del continent asiàtic, des de l'Iran fins a la Xina, així com a l'illa de Java, fins als 2.000 metre d'alçada. Ha estat introduïda a dotzenes d'illes del Pacífic i el Carib, com Saint Lucia i Jamaica, i algunes de l'Índia i del Mediterrani, així com a Veneçuela. És capaç de viure entre poblacions humanes relativamente denses.
Fou introduïda a l'illa d'Okinawa el 1910 i l'illa d'Amami Ōshima el 1979, en un intent de controlar la població d'habus verinoses i altres plagues. Com a espècie invasora, s'ha convertit en una plagua en si mateixa.
Viuen en matollars i boscos secs. A les illes del pacífic, també viuen en selves pluvials.

## Dieta
S'alimenten principalment d'insectes, però en ser oportunistes, també s'alimenten de crancs, granotes, aranyes, escorpíns, serps, ocells i ous d'ocells.

## Comportament i reproducció
Són animals generalment solitaris, encara que els mascles, de vegades, formen petits grups i comparteixen els caus. El període de gestació de les femelles és d'uns 49 dies. Finalitzada la gestació, donen a llum entre 2 i 5 cries.

## Introducció a Hawaii
El segle xviii fou un gran segle per a la canya de sucre, i la quantitat de plantacions es va disparar a les illes tropicals com Hawaii i Jamaica. Amb la canya de sucre van arribar les rates, atretes per la dolçor de la planta, les quals van causar la destrucció i pèrdua de molts cultis. El 1870 es feren intents fallits d'introduir l'espècie a Trinitat i Tobago. Posteriorment es va fer un assaig a Jamaica el 1872 amb quatre mascles i cinc femelles provinents de Calcuta. Un article publicat per W. B. Espeut que n'elogiava els resultats, va despertar l'interès dels propietaris de plantacions hawaiianes que, el 1883, van portar 72 mangostes de Jamaica a la costa de Hamakua, al nord-est de l'illa de Hawaii. Aquestes van créixer i les seves cries foren portades a plantaciones d'altres illes de l'arxipèlag. S'ha observat que les poblacions introduïdes en aquestes illes tenen mides més grans que en els seus hàbitats natius. També mostren una diversificació genètica a causa de la deriva i l'aïllament de la població.
Només les illes de Lanai i Kauai estan (es creu) lliures de mangostes. Hi ha dues històries contradictòries sobre per què Kauai se n'han lliurat. La primera diu que els residents de Kauai s'opossaven a tenir els animals a l'illa, i que quan el vaixell que les portava va arribar a Kauai, els van llençar per la borda i es van ofegar. Un segona història diu que quan van arribar a Kauai, una de les mangostes va mossegar un treballador portuari, el qual, en un rampell d'ira, va llençar els animals engabiats al port perquè s'ofegessin.

## Espècie invasora
La introducció de la mangosta no va obtenir l'efecte desitjat de controlar les rates. La mangosta caçava ocells i ous d'ocells, amenaçant moltes espècies locals de l'illa. Les mangostes es van criar prolíficament amb els mascles assolint la maduresa sexual als 4 mesos i les femelles donant a llum de 2 a 5 cries per any.
Les mangostes van portar la leptospirosi.

## Subespècies
- U. j. javanicus
- U. j. exilis
- U. j. orientalis
- U. j. pallipes
- U. j. palustris
- U. j. peninsulae
- U. j. perakensis
- U. j. rafflesii
- U. j. rubifrons
- U. j. siamensis
- U. j. tjerapai